# Publi Corneli Cos (tribú 415 aC)
Publi Corneli Cos (en llatí: Publius Cornelius A. F. P. N. Cossus) va ser un magistrat romà. Formava part de la família Cos, una branca patrícia de la gens Cornèlia. Va ser pare de Publi Corneli Maluginense Cos i de Gneu Corneli Cos.
Va ser tribú amb potestat consolar l'any 415 aC, any en què es va produir un desbordament del Tíber al territori del Veïs. El senat va rebutjar de començar cap guerra per considerar que era un avís dels déus. El tribú de la plebs Luci Deci va proposar que s'enviessin colons a Labicum, però els seus col·legues el van vetar.